# Église Saint-Symphorien de Mosson
L'église Saint-Symphorien est une église catholique située à Mosson en Côte-d'Or dont la construction remonte aux XIIIe siècle et XVIe siècle.

## Localisation
L’église Saint-Symphorien est située au centre du village de Mosson.

## Historique
Construite au XIIIe siècle l’église Saint-Symphorien a fait l’objet d'importants remaniements au XVIe siècle : construction du clocher, réfection des voûtes et modification des baies. La sacristie date du XIXe siècle.

## Architecture et description
Construite de pierres calcaires et moellons, l’église est de plan allongé à une nef voûtée d’ogives. Le clocher à flèche polygonale est situé au dessus du chœur alors que le portail sur le pignon ouest est protégé par l'avancée du toit d'un porche. Le toit à longs pans est couvert de tuiles plates et d’ardoises.

## Mobilier
On note une fresque du XIIIe siècle et un crucifix du XVIIe siècle.